# 聖彼得學院教堂
聖彼得學院教堂（St Peter's Collegiate Church）是位於英格蘭伍爾弗漢普頓的一座教堂，也是伍爾弗漢普頓市中心歷史最古老和最高的建築。聖彼得學院教堂曾長期是一座皇家禮拜堂，現在被列入英國I級登錄建築。